# Longuenesse
Longuenesse é uma comuna francesa na região administrativa de Altos da França, no departamento de Pas-de-Calais. Estende-se por uma área de 8,4 km². Em 2010 a comuna tinha 11 282 habitantes (densidade: 1 343,1 hab./km²).